# 말파리다
《말파리다》(스페인어: Malparida)는 2010년 방영된 아르헨티나의 텔레노벨라이다.